# Škarda
Koordinati:   44°17′30″N, 14°42′29″E
Škarda je  otok v Zadarskem arhipelagu v srednji Dalmaciji z istoimenskim zaselkom, ki leži na severni obali otoka v zalivu Trate. Otok leži med  Istom in Premudo, zahodno od srednjega dela otoka Paga, od katerega ga ločuje Maunski kanal. Površina otoka je okoli 3,78 km², dolžina obale meri 12,322 km. Najvišji vrh je 103 mnm visoka Čimba.
Vegetacija na otoku, ki je sicer deloma porasel z makijo je slabo razvita. Otoška obala je  razčlenjena. Na otoku je več za sidranje primernih zalivov, najpomembnejša sta:Griparica, ki leži med rtoma Čimba in Satrin in je  zaščitena pred burjo, ter zaliv Lojišće. Najjužnejša točka otoka je rt Čimba, nad katerim je tudi najvišji vrh otoka.